# Оденвил
Оденвил (фр. Haudainville) насеље је и општина у североисточној Француској у региону Лорена, у департману Меза која припада префектури Верден.
По подацима из 2011. године у општини је живело 955 становника, а густина насељености је износила 85,96 становника/km². Општина се простире на површини од 11,11 km². Налази се на средњој надморској висини од 206 метара (максималној 363 m, а минималној 196 m).

## Демографија
| 1962. | 1968. | 1975. | 1982. | 1990. | 1999. | 2011. |
| ----- | ----- | ----- | ----- | ----- | ----- | ----- |
| 630   | 685   | 690   | 740   | 811   | 875   | 955   |

График промене броја становника у току последњих година